# 島川正明
島川 正明（しまかわ まさあき、1921年12月 - 1997年9月25日）は、日本の海軍軍人。最終階級は飛曹長。太平洋戦争における撃墜王。

## 経歴
1921年12月、徳島県の農家に五人兄弟の五男として生まれる。1939年6月1日、佐世保海兵団に入団。1940年4月1日、第53期操縦練習生に入隊。8月29日、操練卒業、戦闘機専修課程を受ける。1941年1月、同課程修了、佐世保海軍航空隊付。4月、第一海軍航空隊に配属。
1941年10月、台南海軍航空隊に配属。12月8日、太平洋戦争開戦。開戦時は宮崎儀太郎小隊で、二番機太田敏夫、三番機島川としてフィリピン空襲に参加。一機撃墜を報告。1942年1月から蘭印作戦に参加。2月28日、スラバヤ攻撃に向かう中攻隊援護に坂井三郎小隊の三番機として出撃。
1942年4月、第六航空隊（11月、204空に改名）に配属。同年6月、6空は攻略後のミッドウェー島に配置される予定で空母「加賀」に便乗したが、ミッドウェー海戦の敗北で加賀が沈没、攻略は中止された。1942年8月からソロモン諸島の戦いの参加。基地のあるブーゲンビル島の防空に当たっていた6空は連合国軍のカクタス航空軍と交戦した。1943年3月、マラリアに罹患した為、日本本土へと後送される。
1943年8月、大村海軍航空隊に戦闘機教官として配属。1944年2月、第二二一海軍航空隊に配属。1945年5月、第三四三海軍航空隊四〇一飛行隊に配属。四〇一飛行隊は松山の練成部隊で島川は先任下士官だった。1945年8月、終戦。ヘンリー境田によれば、撃墜数は単独8機、共同12-13機。戦後は海上自衛隊に入隊。1997年9月25日、死去。